# U-1223
 U-1223  — немецкая подводная лодка типа IXC/40, времён Второй мировой войны. 
Заказ на постройку субмарины был отдан 25 августа 1941 года. Лодка была заложена 25 ноября 1942 года на верфи судостроительной компании Дойче Верфт АГ, Гамбург, под строительным номером 386, спущена на воду 23 июня 1943 года, 6 октября 1943 года под командованием капитан-лейтенанта Харальда Босунера вошла в состав учебной 4-й флотилии. 1 августа 1944 года вошла в состав 2-й флотилии. 30 декабря 1944 года вошла в состав 33-й флотилии.
Командиры лодки:
- 6 октября 1943 года — март 1944 года капитан-лейтенант Харальд Босунер.
- март 1944 года — 28 апреля 1945 года оберлейтенант Альберт Кнейп.

Лодка совершила один боевой поход, повредила одно судно водоизмещением 7 134 брт и повредила один военный корабль водоизмещением 1 370 т, который впоследствии не восстанавливался. Выведена из состава боевых кораблей 14 апреля 1945 года и затоплена 5 мая 1945 года к западу от Везермюнде, в районе с координатами 53°32′ с. ш. 08°35′ в. д.. 